# Kenny de Schepper
Kenny de Schepper (ur. 29 maja 1987 w Bordeaux) – francuski tenisista.

## Kariera tenisowa
Karierę zawodową de Schepper rozpoczął w 2010 roku.
W grze pojedynczej wygrał 5 turniejów rangi ATP Challenger Tour. W drabince głównej zawodów wielkoszlemowych zadebiutował podczas Wimbledonu z 2011 roku, przegrywając w 1 rundzie z Olivierem Rochusem.
W rankingu gry pojedynczej de Schepper najwyżej był na 62. miejscu (7 kwietnia 2014), a w klasyfikacji gry podwójnej na 152. pozycji (27 lutego 2012).

### Zwycięstwa w turniejach ATP Challenger Tour w grze pojedynczej
| Końcowy wynik | Nr | Data                 | Turniej    | Nawierzchnia  | Przeciwnik       | Wynik finału        |
| ------------- | -- | -------------------- | ---------- | ------------- | ---------------- | ------------------- |
| Zwycięzca     | 1. | 10 lipca 2011        | Pozoblanco | Twarda        | Iván Navarro     | 7:5, 6:3            |
| Zwycięzca     | 2. | 7 października 2012  | Mons       | Twarda (hala) | Michaël Llodra   | 7:6(7), 4:6, 7:6(4) |
| Zwycięzca     | 3. | 14 października 2012 | Rennes     | Twarda (hala) | Illa Marczenko   | 7:6(4), 6:2         |
| Zwycięzca     | 4. | 2 marca 2014         | Cherbourg  | Twarda (hala) | Norbert Gombos   | 3:6, 6:2, 6:3       |
| Zwycięzca     | 5. | 4 września 2016      | Como       | Ceglana       | Marco Cecchinato | 2:6, 7:6(0), 7:5    |